# شالان فلاناغان
شالان فلاناغان (بالإنجليزية: Shalane Flanagan)‏ (ولدت في 8 يوليو 1981): عداءة أمريكية للمسافات الطويلة. وهي صاحبة الأوقات القياسية أمريكية في ال3000 م (داخلي)، وال5000 م (داخلي)، وال10،000 م (داخلي)، وسباق الطرق لل15000 م. فازت بالميدالية البرونزية في دورة الألعاب الأولمبية عام 2008 في سباق ال10000 م، وفازت أيضا بالميدالية البرونزية عام 2011 في بطولة العالم للعدو الريفي، وحصلت على المركز الثاني في ماراثون نيويورك عام 2010 She added a second national championship with a victory at the USA Cross Country Championships.

## وصلات خارجية
- شالان فلاناغان على موقع الاتحاد الدولي لألعاب القوى (الإنجليزية)
- شالان فلاناغان على موقع الاتحاد الأمريكي لسباقات المضمار والميدان (الإنجليزية)
- شالان فلاناغان على موقع الاتحاد الأمريكي لسباقات المضمار والميدان (الإنجليزية)
- شالان فلاناغان على موقع الدوري الماسي (الإنجليزية)
- شالان فلاناغان على موقع اللجنة الأولمبية الدولية (الإنجليزية)
- شالان فلاناغان على موقع أوليمبيديا (الإنجليزية)
- شالان فلاناغان على موقع اللجنة الأولمبية والبارالمبية الأمريكية (الإنجليزية)

- الموقع الرسمي
- Shalane Flanagan bio USA Track & Field

نبذة عن شالان فلاناغان  على موقع الاتحاد الدولي لألعاب القوى